# NGC 1494
NGC 1494 este o intermediate spiral galaxy⁠(d) situată în constelația Orologiul. A fost descoperită în 1834 de către John Herschel. Se află la o distanță de 12,13 megaparseci de Pământ.